# بروج (قزوین)
بروج یک منطقهٔ مسکونی در ایران است که در دهستان چوقور واقع شده‌است. بروج ۵۳ نفر جمعیت دارد. مردم این روستا به زبان ترکی آذربایجانی با لهجه طارمی سخن می‌گویند.

## بروج در فرهنگ جغرافیایی ایران
ده جزء دهستان طارم سفلی بخش سیردان شهرستان زنجان.
۲۵ کیلومتری جنوب باختر سیردان - ۲ کیلومتری راه مالروی عمومی. کوهستانی، سردسیر. سکنه ۲۷۱ نفر - شیعه-تُرکی.
رودخانه چیزه چای. غلات، سیب زمینی - شغل زراعت، گلیم، جاجیم‌بافی راه مالرو.
در فرهنگ جغرافیایی ایران نام روستا بَروَچ ذکر شده است‌.

## دین
مسجد روستای بروج در این روستا فعالیت می‌کند.